# 賴恩貝克 (愛荷華州)
賴恩貝克（英語：Reinbeck）是一個位於美國愛荷華州格蘭迪縣的城市。

## 地理
賴恩貝克的座標為41°19′20″N 92°35′55″W / 41.32222°N 92.59861°W，而該地的平均海拔高度為293米（即958英尺）。

## 人口
根據2010年美國人口普查的數據，賴恩貝克的面積為4.71平方千米，當中陸地面積為4.71平方千米，而水域面積為0.00平方千米。當地共有人口1664人，而人口密度為每平方千米353人。